# Coupe de la Ligue française masculine de water-polo
Cet article traite de l'épreuve masculine. Pour la compétition féminine, voir Coupe de la Ligue française de water-polo féminin.
La Coupe de la Ligue est une compétition de water-polo qui rassemble les huit clubs français les mieux classés de Pro A. La Ligue promotionnelle de water-polo (LPWP) l'organise depuis 2014.

## Histoire
Baptisée « Emmanuel Ducher » en mémoire de l'ancien international français stoppé en pleine gloire par une tumeur au cerveau alors qu’il faisait les beaux jours de Nice, la première édition de cette compétition s'est tenue les 15 et 16 mars 2014 à la piscine George Vallerey de Paris (XXe).

## Palmarès

### Les finales
| Édition | Jour de la finale | Équipe vainqueur      | Équipe vainqueur | Équipe finaliste | Score   | Lieu                                 |
| ------- | ----------------- | --------------------- | ---------------- | ---------------- | ------- | ------------------------------------ |
| 1       | 16 mars 2014      | Olympic Nice Natation | (1)              | Montpellier WP   | 12 - 10 | Piscine George Vallerey (Paris XXe)  |
| 2       | 8 mars 2015       | CN Marseille          | (1)              | Montpellier WP   | 8 - 6   | Piscine Kibitzneau (Strasbourg)      |
| 3       | 24 avril 2016     | Olympic Nice Natation | (2)              | CN Marseille     | 9 - 7   | Piscine Yves-Blanc (Aix-en-Provence) |
| 4       | 2017              | Montpellier WP        | (2)              | CN Marseille     | 15 - 11 | Piscine Antigone (Montpellier)       |
| 5       | 2018              | CN Marseille          | (2)              | Montpellier WP   | 12 - 11 | Centre Aquatique Sourcéane (Douai)   |

### Bilan par club
| Rang | Club                  | Titres | Finales perdues | Titre(s)     | Finale(s) perdue(s) |
| ---- | --------------------- | ------ | --------------- | ------------ | ------------------- |
| 1    | CN Marseille          | 2      | 2               | 2015 et 2018 | 2016 et 2017        |
| 2    | Olympic Nice Natation | 2      | 0               | 2014 et 2016 | -                   |
| 3    | Montpellier WP        | 1      | 3               | 2017         | 2014, 2015 et 2018  |